# 读书铺站
读书铺站位于云南省安宁市太平新城街道读书铺村，建于1966年，邮政编码为650300。成昆铁路经过该站，昆阳支线和安宁支线在该站西分别向南分歧。该站目前因客源问题不办理客运业务，元谋西至昆明普通客车在本站为路内职工提供乘降业务。货运仅办理专用线、专用铁路货运作业。

## 历史
读书铺站始建于1964年，由铁道兵负责建设，于1968年投入使用、1970年1月1日正式投入运营。1971年车站出岔的昆阳支线和安宁支线投入使用，本站逐渐成为成昆铁路昆明枢纽的辅助编组站。站内设有到发线6股、调车线4股及货物线3股:222,223。
车站至昆明站区间原为准轨单线，昆明铁路枢纽扩能改造中除了对车站进行扩建外，也将车站至昆明西站区间的成昆铁路进行复线化，于2014年8月建成。2016年该路段又建成四線鐵路，形成客货两线分离运行的格局。

## 营运状况

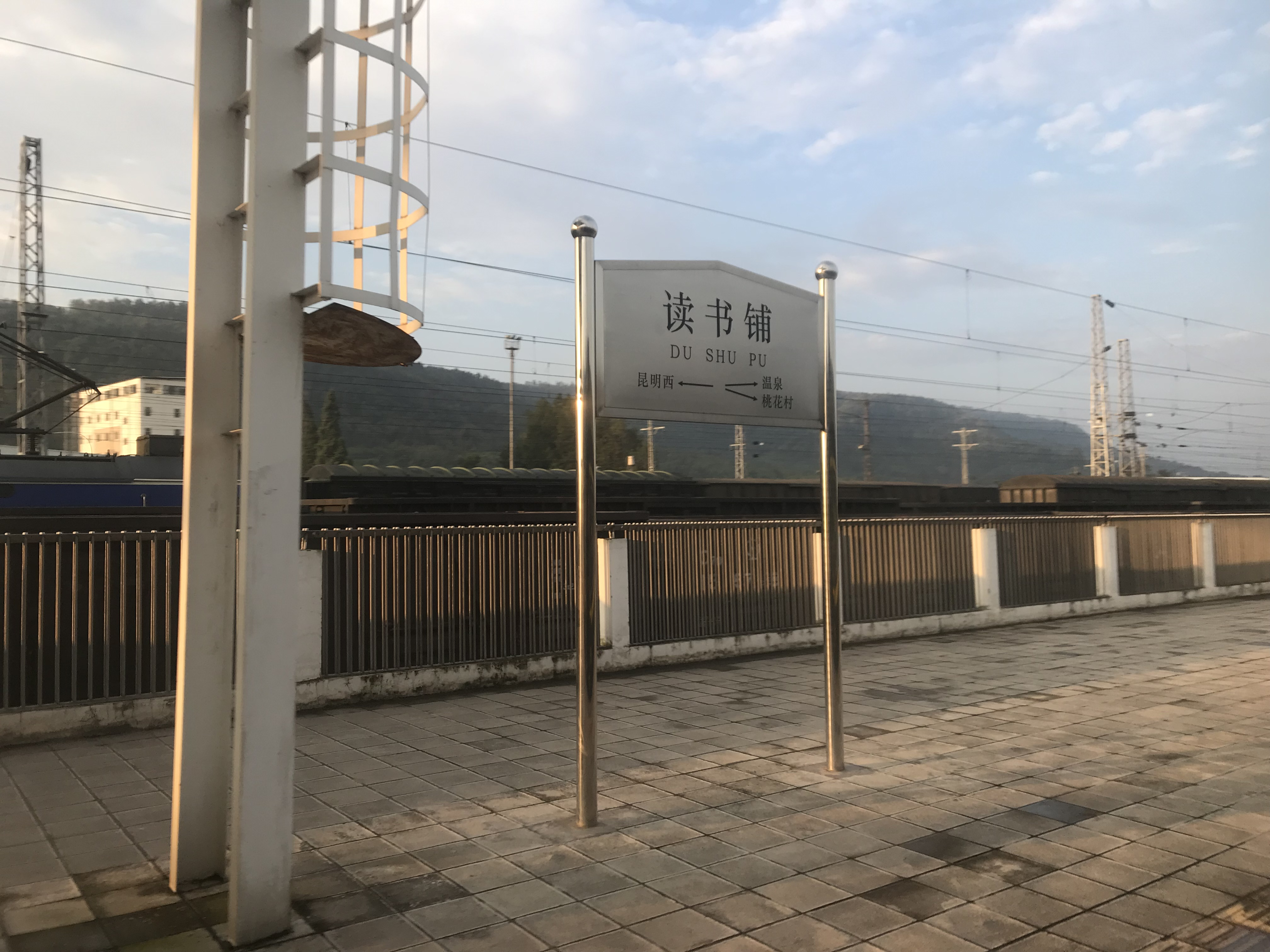
车站站牌

读书铺站目前为一等站，隶属昆明铁路局管辖，站内设有18条股道，设有通往中石油安宁油库、中石化昆明石油分公司、云南盐化、云南省盐业、天安化工、云南磷化、武钢集团昆明钢铁和昆明机务段的专用线。车站西距广通站130公里，成都站1077公里，东距昆明站23公里，南距昆阳站40公里。

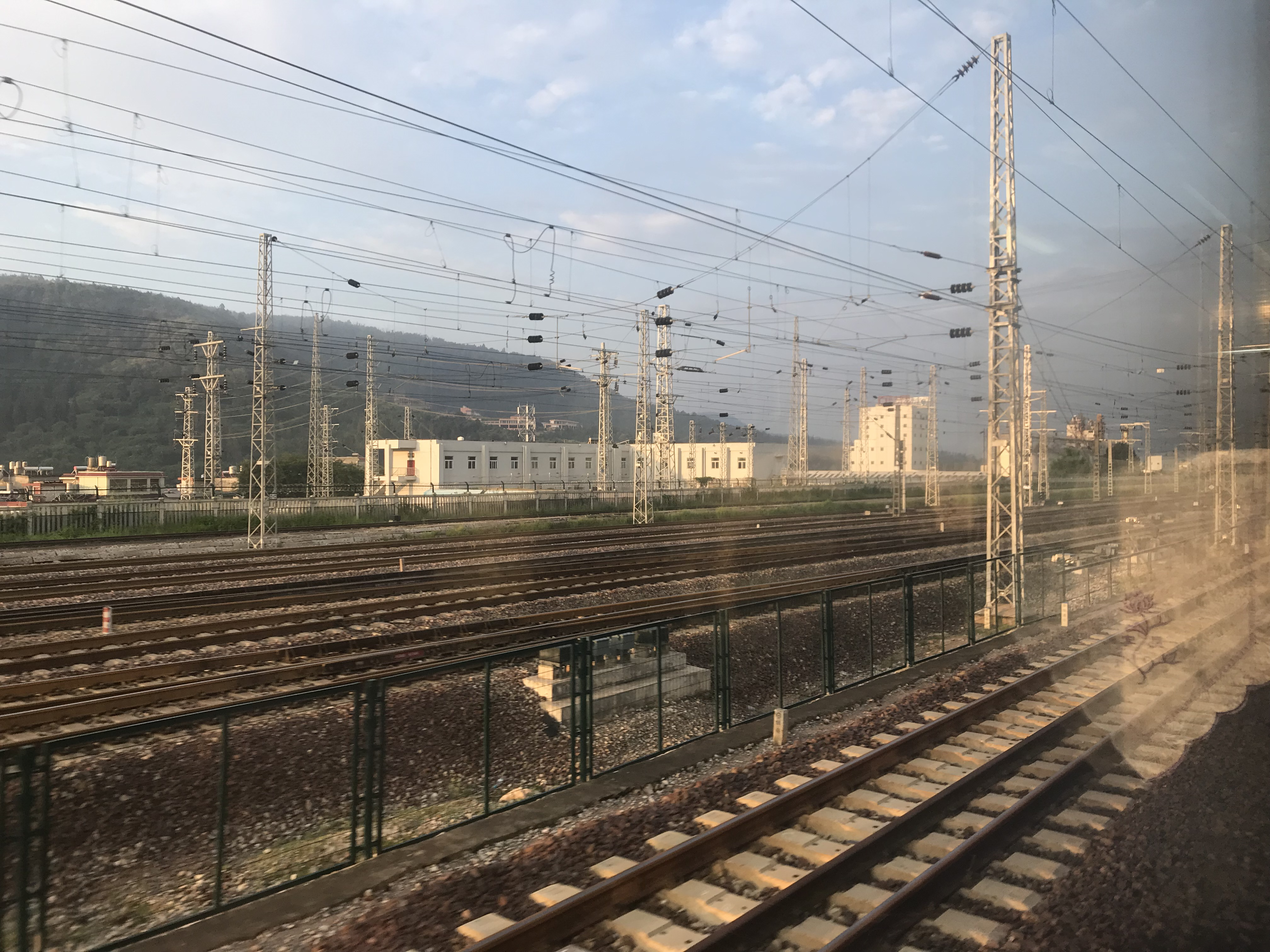
站内股道
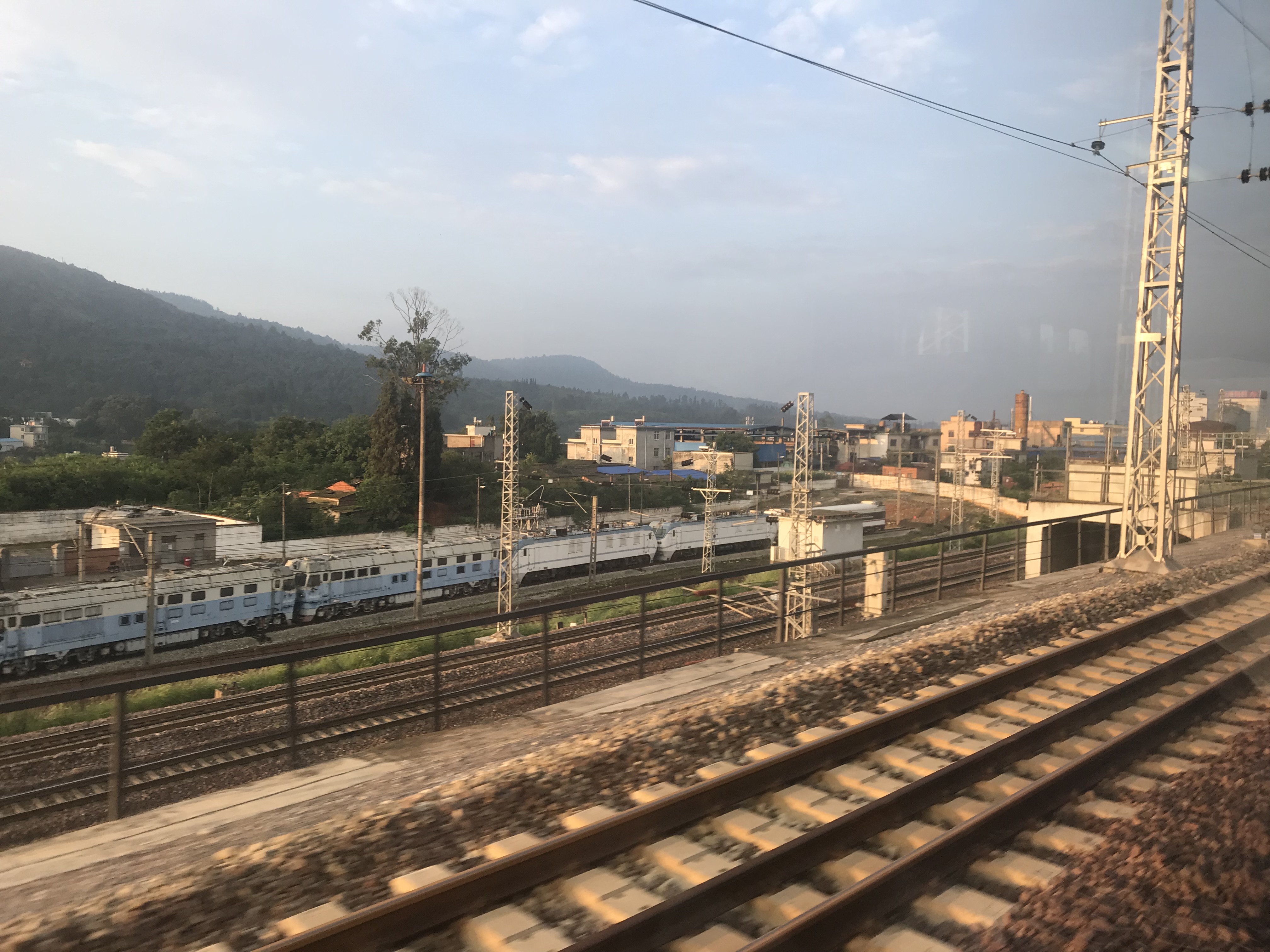
封存在机务段内的SS7E实验版
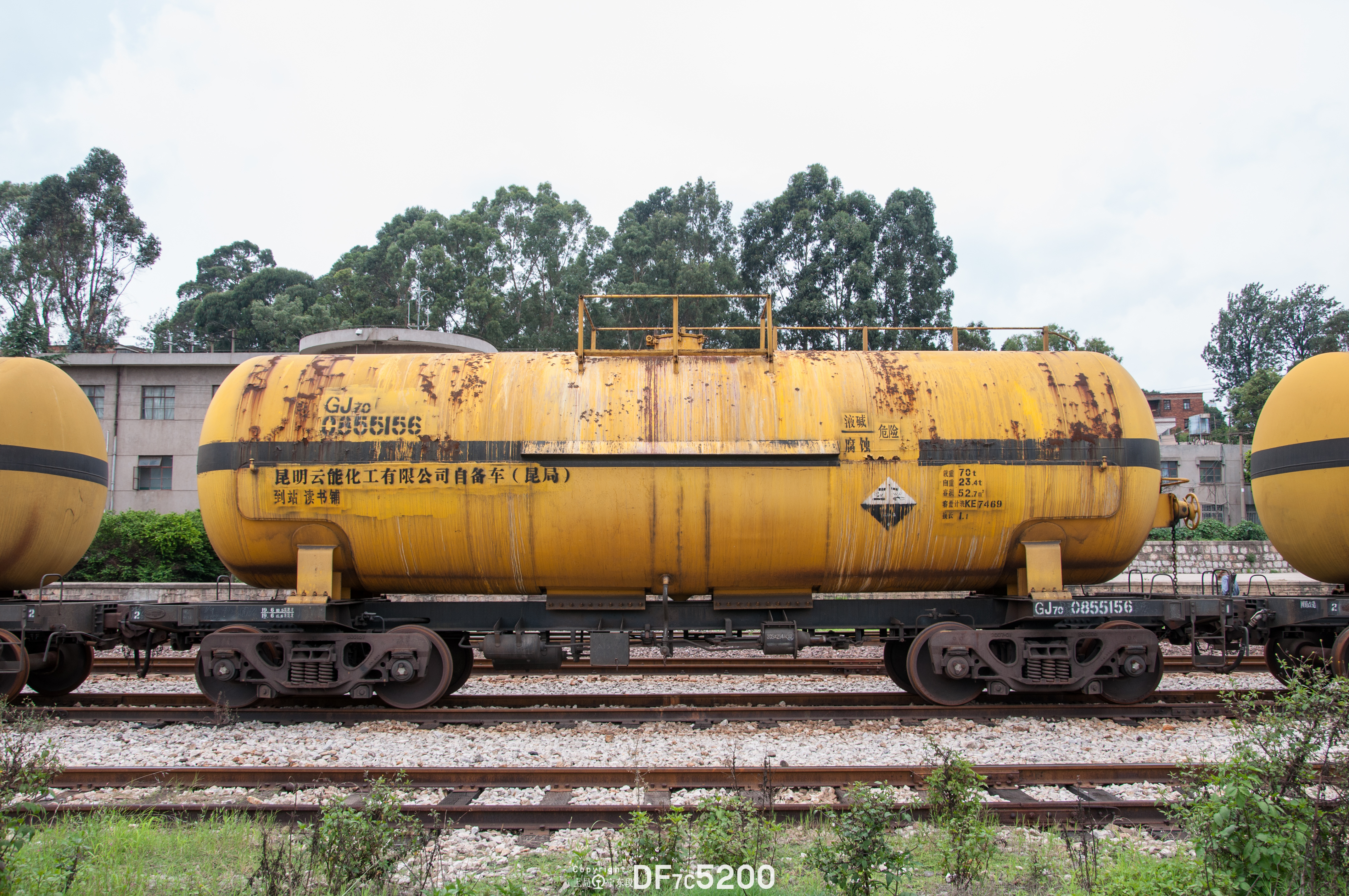
云能化工罐车
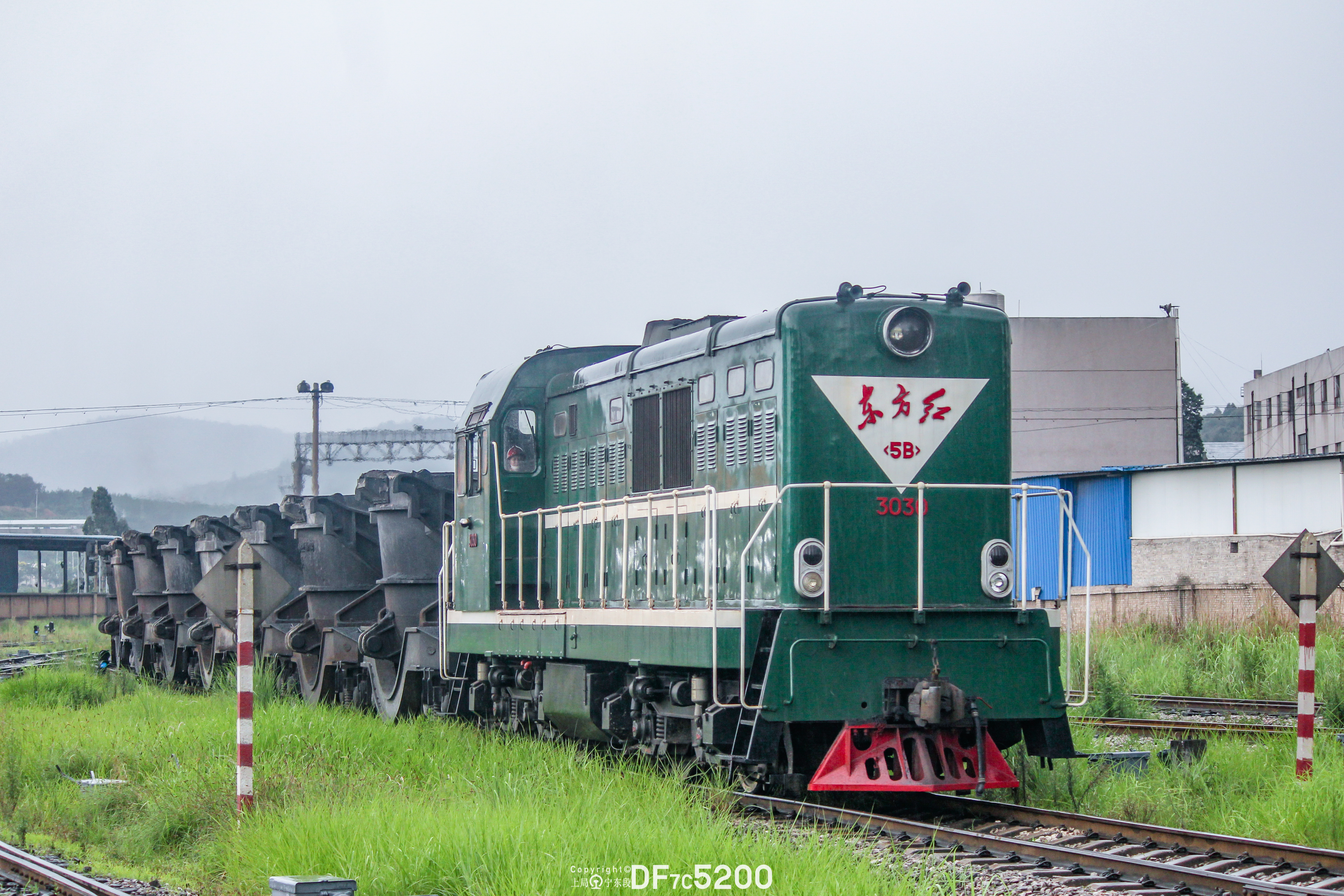
昆钢厂区内的DFH5B